# Karl Blumenthal (Fotograf)
Karl Blumenthal (* 27. April 1866 in Wildbad; † 25. März 1944 ebenda) war ein deutscher Fotograf und seit 1896 ein königlich württembergischer Hoffotograf in Wildbad.

## Leben und Werk
Karl Blumenthal war ein Sohn des Hoffotografen Ernst Heinrich Blumenthal (1827–1907). Dieser übersiedelte mit seiner Familie 1872 nach Wildbad. Er schuf zahlreiche Porträts von Angehörigen des europäischen Hochadels. Sein Wirken wurde 1989 in einer Ausstellung in der Württembergischen Landesbibliothek in Stuttgart mit dem Titel „Von der maskierten Schlittenfahrt zum Hoffotografen. Die Fotografie und Stuttgart 1839-1900“ gewürdigt. Auch ein jüngerer Verwandter schlug die Fotografenlaufbahn ein: Gustav Adolf Blumenthal war amtlicher Pressefotograf bei den Olympischen Sommer- und Winterspielen im Jahr 1936.
Karl Blumenthal selbst unterhielt ein fotografisches Atelier und einen Ansichtskartenverlag mit der Adresse Wildbad 17 in Wildbad. Unter anderem verkaufte er die seinerzeit beliebten  Stereoskopien. 1896 wurde er zum Hoffotografen ernannt.

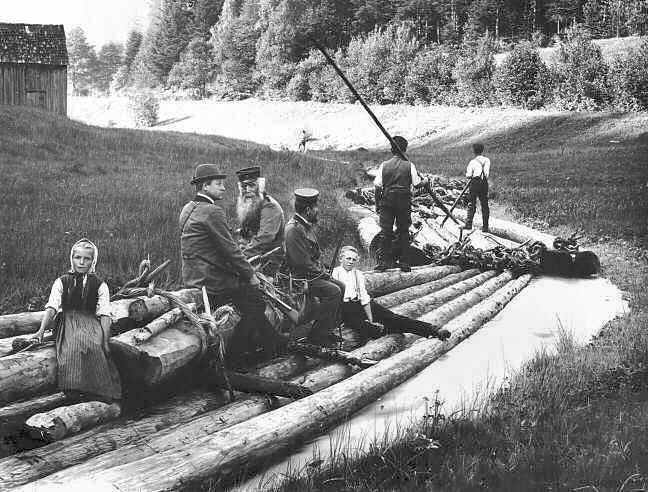
Floßfahrt von der Agenbacher Sägmühle (1910/1920)

Von 1914 bis 1916 begleitete er die Feldflieger-Abteilung an der Westfront des Ersten Weltkrieges bei Aufklärungsflügen und fertigte Luftaufnahmen von französischen Stellungen an. Aus gesundheitlichen Gründen gab er diese Beschäftigung dann auf. Später schloss er sich der paramilitärischen „Organisation Consul“ an, die unter anderem für die Ermordung Matthias Erzbergers und Walter Rathenaus verantwortlich war.
Blumenthal dokumentierte das Leben im nördlichen Schwarzwald. Neben Bildern zu Wildbad sowie zu typischen Waldberufen wie Flößer und Köhler, die zu Beginn des 20. Jahrhunderts allmählich ausstarben, schuf er auch Aufnahmen von Jahrmärkten und Landschaftsbilder. Während mehrerer Aufenthalte in den Niederlanden ab 1927 erstellte er außerdem eine umfangreiche Bilderserie zu dem abgedankten Kaiser Wilhelm II. und seiner Familie. Als er 1935 anlässlich des Geburtstags Wilhelms II. eine Ausstellung in seinem Schaufenster zu dem einstigen Kaiser arrangierte, veranlassten Nationalsozialisten ein Einschreiten der Polizei. Blumenthal musste die Bilder entfernen.
Blumenthals Atelier in Wildbad samt seiner Fotosammlung wurde etwa 1950 von Dieter von Schoenebeck übernommen, der es bis 2003 leitete. Dieter von Schoenebeck führte die Dokumentation der Entwicklung der Stadt fort. Ein großer Teil der Bilder aus den Beständen Blumenthals und von Schoenebecks, der sein Atelier in der König-Karl-Straße 23 in Bad Wildbad hatte, befindet sich seit 2002 unter der Signatur J 312 im Landesarchiv Baden-Württemberg. Der Bestand umfasst rund 1.600 Negative und Abzüge.
Im Jahr 2011 wurde in Pforzheim die Ausstellung „Als die Wälder auf Reisen gingen“ gezeigt, in der zahlreiche Fotografien Karl Blumenthals zu sehen waren.

## Publikationen
- Mit der Bergbahn auf das Wildbader Höhengebiet, Schnitzer 1908
- Der Schwarzwald in und um Wildbad in Bild und Wort. 22 Naturaufnahmen, Wildbad 1922